# Paco Ignacio Taibo II
Francisco Ignacio Taibo Mahojo (Gijón, Asturias; 11 de enero de 1949), conocido como Paco Ignacio Taibo II, es un escritor, político y activista de izquierda y sindical hispano-mexicano. Es fundador de Para Leer en Libertad, A.C., proyecto cultural de fomento a la lectura y de divulgación de la historia de México, y es conocido especialmente por sus novelas policíacas y por haber creado y dirigido hasta el 2012 el festival literario de la Semana Negra de Gijón. En 2012 se desempeñó como secretario de Arte y Cultura del Comité Ejecutivo Nacional del Movimiento Regeneración Nacional (Morena). En octubre de 2018 se anunció que sería director del Fondo de Cultura Económica, nombramiento que se ratificó en enero de 2019.

## Biografía
Hijo de Paco Ignacio Taibo I y de Maricarmen Mahojo, nació en Gijón (España) y, a partir de los 9 años, creció en México, país al que emigró en 1958 junto con sus padres en busca de nuevas oportunidades. Allí nacieron sus hermanos menores, el poeta Benito Taibo (31 de mayo de 1960) y el profesor Carlos Taibo (12 de mayo de 1956). Se naturalizó como mexicano el 4 de abril de 1984.
Paco Taibo II comenzó su activismo político cuando era estudiante. En 1971 fue cofundador de la Cooperativa de Cine Marginal (1971-1976), un colectivo de producción cinematográfica en el que participan también Rosa Martha Fernández, Guadalupe Ferrer Andrade, Enrique Escalona, Eduardo Carrasco Zanini, José Carlos Méndez y Gabriel Retes, entre otros. El trabajo de la cooperativa se dividía entre la filmación de los diversos eventos de movilización sindical y la edición de los Comunicados de Insurgencia Obrera, que posteriormente se proyectaban a un público compuesto esencialmente por estudiantes y obreros.
Apasionado por las novelas policiacas, en 1976 publicó su primera obra, Días de combate (1976), en la que el protagonista era el detective Héctor Belascoarán Shayne. Su pasión por este género lo llevó a fundar en 1986 la Asociación Internacional de Escritores Policíacos (AIEP) junto con el mexicano Rafael Ramírez Heredia, los cubanos Rodolfo Pérez Valero y Alberto Molina, el uruguayo Daniel Chavarría, el ruso Yulián Semiónov y el checo Jiri Prochazka.
En 1988, creó el festival multicultural Semana Negra de Gijón, por el que han pasado miles de escritores de novelas policíacas, históricas, de fantasía y de ciencia ficción.
Junto a su faceta de escritor, Taibo II ha trabajado como profesor en la Facultad de Filosofía y Letras de la Universidad Nacional Autónoma de México (UNAM), ha sido director de las series México, historia de un pueblo y Crónica general de México (1931-1986), del suplemento cultural de la revista Siempre! (1987-1988), y de las revistas Crimen y Castigo y Bronca.
Su obra literaria, distinguida con numerosos premios, no se limita al género policiaco; también ha escrito novelas históricas, cuentos, cómics, reportajes, ensayos y crónicas. Ha publicado una cincuentena de títulos y algunos de sus textos se han traducido a diversos idiomas. En el 2020, el sello Joaquín Mortiz reeditó La negra, serie que comprende todas sus obras policiacas e incluye el exitoso ciclo del detective Héctor Belascoarán. Sus libros más recientes son la recopilación de Cuentos incompletos (Planeta, 2020) y la novela sobre el levantamiento del gueto de Varsovia, Sabemos cómo vamos a morir (Planeta, 2020).[cita requerida]
En octubre de 2022, Netflix estrenó la serie Belascoarán, basada en su personaje, el detective Héctor Belascoarán Shayne, protagonizada por Luis Gerardo Méndez.

### Trayectoria política
En el I Consejo Nacional del Movimiento Regeneración Nacional, celebrado en el 2012 en el Deportivo Plan Sexenal de la Ciudad de México, fue elegido secretario de Arte y Cultura del Comité Ejecutivo Nacional de Morena para el periodo 2012-2015. Se integró en el equipo de Andrés Manuel López Obrador y abandonó la dirección de la Semana Negra de Gijón.
En octubre del 2018, se anunció que el 1 de diciembre asumiría la dirección del Fondo de Cultura Económica, una de las editoriales más importantes de México e Iberoamérica. El escritor mexicano explicó, a través de un video publicado en Twitter, que aceptaba la invitación de Andrés Manuel López Obrador para participar en el gobierno. Fue ratificado en el puesto el 18 de enero de 2019.

## Vida personal
Está casado, desde 1971, con la activista cultural y fotógrafa Paloma Sáiz Tejero, con quien tiene una hija, Marina.

## Obras
Novelas de la serie Belascoarán Shayne
- Días de combate (1976)
- Cosa fácil (1977)
- Algunas nubes (1980)
- No habrá final feliz (1981)
- Regreso a la misma ciudad y bajo la lluvia (1989)
- Amorosos fantasmas (1989)
- Sueños de frontera (1990)
- Desvanecidos difuntos (1991)
- Adiós, Madrid (1993)

Cuento
- Doña Eustolia blandió el cuchillo cebollero (y otras historias) (1982)
- Cuentos incompletos (2020)

Otras novelas
- Héroes convocados: manual para la toma del poder (1982)
- La vida misma (1987)
- Sombra de la sombra (1986)
- El regreso de la verdadera araña y otras historias que pasaron en algunas fábricas (1988)
- Cuatro manos (1990)
- La lejanía del tesoro (1992)
- La bicicleta de Leonardo (1993)
- Nomás los muertos están bien contentos (1994)
- De paso (1995)
- Máscara azteca y el doctor Niebla: (después del golpe) (1996)
- Mi amigo Morán (1998)
- Retornamos como sombras (2001), (es continuación de Sombra de la sombra)
- El mundo en los ojos de un ciego (2002)
- Muertos incómodos, escrito con el Subcomandante Marcos (2005)
- Sólo tu sombra fatal (2006)
- El retorno de los tigres de la Malasia (2010)
- El ciego, la cabeza y el golpe (2012)
- El olor de las magnolias (2018)
- La libertad, la bicicleta (2018)
- Sabemos cómo vamos a morir (2020)
- La Libertad. Trece historias para la historia (2022)

Novelas de la serie Olga Lavanderos
- Sintiendo que el campo de batalla (1989)
- Que todo es imposible (1995)
- Olga Forever (2006)
- Olga Lavanderos (2011)

No ficción
- Historia General de Asturias, tomo 7 (1978) (Gran Enciclopedia Asturiana Silverio Cañada)
- Historia General de Asturias, tomo 8 (1979) Gran Enciclopedia Asturiana Silverio Cañada)
- La huelga de los sombrereros: México 1875 (1980)
- Asturias 1934 (1980)
- Memoria del Congreso de Mérida (1981)
- La huelga del verano de 1920 en Monterrey (1981)
- Irapuato mi amor (1982)
- Bajando la frontera (1984)
- Los bolsheviquis. Historia narrativa de los orígenes del comunismo en México 1919-1925 (1986 y 2020)
- Pascual: décimo round (1987)
- Arcángeles : cuatro historias no muy ortodoxas de revolucionarios (1988)
- La batalla de Santa Clara (1989)
- 68 (1991)
- Cárdenas de cerca: una entrevista biográfica (1994)
- Ernesto Guevara, también conocido como el Che (1996)
- El general orejón ese (1997)
- Insurgencia mi amor (1997)
- Arcángeles: doce historias de revolucionarios herejes del siglo XX (1998)
- Primavera pospuesta : una versión personal de México en los 90 (1999)
- Pancho Villa: una biografía narrativa (2006)
- El cura Hidalgo y sus amigos (2007)
- Tony Guiteras, un hombre guapo (2008)
- Temporada de zopilotes: una historia narrativa sobre la Decena Trágica (2009)
- El Álamo: una historia no apta para Hollywood (2011)
- Librado Rivera: el último de los magoneros (2011)
- Inquilinos (2012)
- Los libres no reconocen rivales (2012)
- Si Villa viviera, con López anduviera: La batalla de Zacatecas (2012)
- Asturias. Octubre 1934 (2013)
- Yaquis: Historia de una guerra popular y de un genocidio en México (2013)
- Pancho Villa toma Zacatecas (2013)
- Que sean fuego las estrellas (2015)
- Patria 1 (2017)
- Patria 2 (2017)
- Patria 3 (2017)

Libros en coautoría
- El primer primero de mayo en México (1981) (con Jorge Fernández Tomás)
- El socialismo en un solo puerto: Acapulco 1919-1923 (1983) (con Rogelio Vizcaíno)
- Memoria roja. Luchas sindicales de los años 20 (1984) (con Rogelio Vizcaíno)
- Danzón en Bellas Artes (1985) (con Luis Hernández Navarro)
- Octubre de 1934, cincuenta años para la reflexión (1985) (coautor)
- Las dos muertes de Juan R. Escudero: la comuna de Acapulco, 1918-1923 (1990) (con Rogelio Vizcaíno)
- El año que estuvimos en ninguna parte: el Che Guevara en el Congo, con Froilán Escobar y Félix Guerra (1997)
- El juego de la intriga (1997) (con Martín Casariego, Javier García Sánchez y Luis Sepúlveda)
- Hurler à la lune (2003) (con Marc Behm)
- Muertos incómodos, novela a cuatro manos (2005), con el subcomandante Marcos
- El libro rojo (bajo la coordinación editorial de Gerardo Villa del Ángel Viñas, con escritores como Adolfo Castañón, Carlos Chimal, Enrique Krauze, Fabrizio Mejía Madrid, Jean Meyer, Jaime Moreno Villarreal, Eduardo Antonio Parra, Luis Arturo Ramos y Álvaro Uribe y los artistas plásticos Jan Hendrix, Perla Krauze, Mónica Castillo, Emilio Said, Franco Aceves, Alberto Castro Leñero, Edgardo Ganado Kim, Helen Escobedo, Carla Rippey, Patricia Soriano, Gerardo Suter y Boris Viskin, entre otros) (2008)

Recopilaciones, selecciones, antologías
- Variaciones en escarlata: (tres novelas cortas) (2007) (Incluye: El mundo en los ojos de un ciego; Máscara azteca y el Dr. Niebla; Mi amigo Morán.)
- Todo Belascoarán, 2010

Como editor, coordinador, compilador, antólogo
- México, historia de un pueblo (1980-1982) (cómic en 20 volúmenes; coordinador con Sealtiel Alatriste)
- El socialismo libertario mexicano (1984) (coordinador y prologuista)
- Reportaje (1985) (antología)
- Pistolero y otros reportajes (1985) (antología y notas con Mario Gil)
- Cuentos policíacos mexicanos (1997) (coordinador con Víctor Ronquillo, autor de la presentación y de un cuento)
- Larisa: la mejor periodista roja del siglo XX (2014) (antología)

Otros
- Nacimiento de la memoria (1971)
- Pascual sexto round (1983)
- Fantasmas nuestros de cada día (1988)
- El hombre de los lentes oscuros que mira hacia el cielo se llama Domingo y se llama Raúl (1991)
- El caso Molinet (1992)
- Cuevas-Taibo: mano a mano (1993)
- El camino de María
- Así es la vida en los pinches trópicos (2000)
- México negro y querido (2011)
- El muro y el machete. Notas sobre la breve experiencia del sindicato de pintores mexicanos (1922-1925) (2014)

## Cine
Taibo II ha participado como guionista en las diferentes versiones cinematográficas de sus novelas. A principios de la década de 1980 las novelas Días de combate y Cosa fácil, que forman parte de la serie Belascoarán Shayne, fueron dirigidas por Alfredo Gurrola con Pedro Armendáriz Jr. en el papel del detective. 1987, que adapta la novela Algunas Nubes con Alejandro Camacho en el papel del detective y Claudia Ramírez como La chica de la cola de caballo.
Diez años después Días de combate, Amorosos fantasmas y Algunas nubes fueron dirigidas por Carlos García Agraz con Sergio Goyri en el papel del detective.
Taibo II ha participado y creado  las series La historia no contada de México, una producción de Anima Films para History Channel Latinoamérica.
Los nuestros una coproducción de Telesur y Anima Films.
Ernesto Guevara, mejor conocido como El Che, producción de Anima Films, con un especial para Netflix.
Patria, documental Coproducido entre Netflix y Anima Films.
Le brahmane du Komintern, Institut National de l'Audiovisuel (INA).

## Premios y reconocimientos
- Premio Grijalbo de Novela 1982 por Héroes convocados: manual para la toma del poder
- Premio Café Gijón 1986 por De paso
- Premio Nacional de Historia INAH 1986
- Premio Francisco Javier Clavijero 1987 por Bolsheviquis. Historia narrativa de los orígenes del comunismo en México 1919-1925
- Premio Hammett 1988 por La vida misma
- Premio Latinoamericano de Novela Policíaca y Espionaje por Cuatro manos
- Premio Hammett 1991 por Cuatro manos
- Premio Planeta  México1992 por La lejanía del tesoro
- Premio Hammett 1994 por  La bicicleta de Leonardo
- Trophée 813 por Cosa facil Rivages « Rivages/Noir » n.° 173, 1994). Mejor novela policiaca extranjera.
- Premio Bancarella 1998 por ¨Sensa perderela tenerezza¨  Ernesto Guevara, también conocido como el Che
- Premio Bellas Artes de Narrativa Colima para Obra Publicada 2007
- Premio Corsario Negro 2011 por El retorno de los Tigres de Malasia
- Medalla de acero al Mérito Histórico Capitán Alonso de León 2012